# Victoriano Leguizamón
Victoriano Leguizamón (ur. 1922 w Concepción, zm. 7 kwietnia 2007) – piłkarz paragwajski, środkowy pomocnik. Wzrost 180 cm, waga 74 kg. Później trener.
Urodzony w Concepción Leguizamón w piłkę zaczął grać w swoim rodzinnym mieście. W wieku 18 lat przybył do Asunción, gdzie został piłkarzem klubu Club River Plate. W 1945 podpisał kontrakt z klubem Club Libertad, z którym w tym samym roku zdobył mistrzostwo Paragwaju, po czym w następnym roku wyemigrował do Argentyny by grać w klubie CA Argentino de Quilmes, a potem w Boca Juniors. W 1950 wrócił do Paragwaju, gdzie do roku 1956 grał w klubie Club Olimpia.
Jako piłkarz klubu Olimpia był w kadrze reprezentacji podczas finałów mistrzostw świata w 1950 roku, gdzie Paragwaj odpadł w fazie grupowej. Zagrał w obu meczach – ze Szwecją i Włochami.
Wciąż jako gracz Olimpii wziął udział w turnieju Copa América 1953, gdzie Paragwaj zdobył mistrzostwo Ameryki Południowej. Leguizamón zagrał we wszystkich siedmiu meczach – z Chile, Ekwadorem, Peru, Urugwajem, Boliwią i w dwóch decydujących o mistrzostwie bojach z Brazylią.
Wziął także udział w nieudanym turnieju Copa América 1956, gdzie Paragwaj zajął przedostatnie, piąte miejsce. Leguizamón zagrał w czterech meczach – z Urugwajem, Brazylią, Peru i Chile.
Leguizamón rozegrał w reprezentacji Paragwaju 19 meczów, jednak nie zdobył w nich żadnej bramki. Po zakończeniu kariery piłkarskiej został trenerem – pracował w kilku klubach z rodzinnego miasta Concepción.